# Adenophora elata
Adenophora elata är en klockväxtart som beskrevs av Johann Axel Nannfeld. Adenophora elata ingår i släktet kragklockor, och familjen klockväxter. Inga underarter finns listade i Catalogue of Life.